# Drosophila subsilvestris
Drosophila subsilvestris is een vliegensoort uit de familie van de fruitvliegen (Drosophilidae). De wetenschappelijke naam van de soort is voor het eerst geldig gepubliceerd in 1968 door Hardy & Kaneshiro.